# Jul i Portugal
Jul i Portugal präglas av en tradition där det sägs att antingen Pai Natal eller Jesusbarnet delar ut julklapparna till barnen. Presenterna lämnas under julgranen, i skor eller vid öppna spisen.
Precis som i Spanien äter man vanligtvis en julmiddag på julaftons kväll. innan man går till kyrkan. Därefter går man hem, och öppnar sina julklappspaket. Innan man går till kyrkan brukar föräldrarna lägga dit Jesus-figuren i julkrubban, och när barnen kommer hem tittar de för att se om Jesusbarnet finns där, innan julklapparna kan delas ut. I vissa familjer öppnar barnen några få julklappar efter midnattsmässan, och resten på juldagsmorgonen. Om familjen inte går på midnattsmässan öppnas julklapparna vanligtvis på juldagsmorgonen.
Julgranar blev vanliga i de flesta hem först under 1970-talet, och den viktigaste juldekorationen i Portugal är julkrubban.
På juldagen samlas ofta familjer, och äter jullunch tillsammans.
Under mellandagarna samt början av januari går många människor runt bland husen, med en bild av Jesusbarnet, och sjunger så kallade "Januarisånger". Man förväntas då öppna dörren, och bjuda på något att äta eller dricka. Den som inte öppnar, eller är rik och inte ger det sångarna vill ha, kan i stället få höra nidvisor om sig själv.